# Алюминийтриниобий
Алюминийтриниобий — бинарное неорганическое соединение
ниобия и алюминия
с формулой Nb3Al,
светло-серые кристаллы,
не растворяется в воде.

## Получение
- Спекание стехиометрических количеств чистых веществ[4]:

{\displaystyle {\mathsf {3Nb+Al\ {\xrightarrow {700-1000^{o}C}}\ Nb_{3}Al}}}

## Физические свойства
Алюминийтриниобий образует светло-серые кристаллы
кубической сингонии,
пространственная группа P m3n,
параметры ячейки a = 0,5183 нм, Z = 2,
структура типа силицида трихрома Cr3Si
.
Соединение образуется по перитектической реакции при температуре 1960°С.
Имеет большую область гомогенности в сторону обеднения ниобием.
Не растворяется в воде и органических растворителях.
При температуре 18,8 К переходит в сверхпроводящее состояние с высоким критическим магнитным полем (42,7 Тл при 0 К).

## Применение
- Перспективен в магнитных системах различных электронных систем.